# Emil Jakobsen
Emil Jakobsen (Kerteminde, 1998. január 24. –) olimpiai és világbajnok dán kézilabdázó.

## Pályafutása

### Klubcsapatokban
Szülővárosának csapatában, a Kerteminde HK-nál kezdett kézilabdázni, 2011-ben került a GOG Håndbold utánpótláscsapatába. A felnőttek között a 2016–2017-es szezonban mutatkozott be. 2019-ben Dán-kupagyőztes lett a GOG Håndbolddal. A 2020–2021-es szezonban 111 találatával gólkirály lett az Európa-ligában. 2021-ben igazolt a német élvonalba, az SG Flensburg-Handewitt játékosa lett, amely csapattal 2024-ben megnyerte az Európa-ligát.

### A válogatottban
A felnőttválogatottban 2019-től szerepel. Első világversenye a 2021-es világbajnokság volt, amelyen aranyérmes lett. Részt vett a 2023-as világbajnokságon is, amelyen a dán válogatott megvédte címét, illetve az Európa-bajnokságon 2022-ben bronzérmes, 2024-ben pedig ezüstérmes lett. Tagja volt a 2024-es párizsi olimpián győztes dán válogatottnak.

## Sikerei, díjai
- Olimpiai bajnok: 2024
  - ezüstérmes: 2020
- Világbajnok: 2021, 2023, 2025
- Európa-bajnokságon ezüstérmes: 2024
  - bronzérmes: 2022

- Európa-liga gólkirálya: 2021